# Спенсер, Эшли
Эшли Спенсер (англ. Ashley Spencer; род. 8 июня 1993, Индианаполис, США) — американская легкоатлетка, специализирующаяся в беге на 400 метров и 400 метров с барьерами. Бронзовый призёр Олимпийских игр 2016 года. Победитель чемпионата мира в помещении 2016 года в эстафете 4×400 метров и серебряный призёр в беге на 400 метров. Двукратная чемпионка мира среди юниоров (2012).

## Биография
Начала заниматься лёгкой атлетикой в школе под руководством своей тёти, экс-бегуньи на 400 метров с барьерами Легретты Хиндс-Смит (её муж и дядя Эшли — американский прыгун в высоту Стив Смит, серебряный призёр Панамериканских игр 1995 года). Эшли установила несколько рекордов Индианы в барьерном беге, 12 раз становилась чемпионкой штата. В 2011 году поступила в Иллинойсский университет, где её тренером стала Тоня Бафорд-Бейли, бронзовый призёр Олимпийских игр 1996 года.
В первый же год ей удалось добиться значительного прогресса в беге на 400 метров. В 2012 году она выиграла студенческий чемпионат США на этой дистанции. В последний раз первокурснице это удавалось сделать в 2003 году: тогда победу одержала Саня Ричардс. Несмотря на это достижение, Эшли вместе с тренером решили не пытаться отобраться на Олимпийские игры, а сосредоточиться на подготовке к юниорскому чемпионату мира. На этом турнире Спенсер уверенно выиграла у сверстниц бег на круг (с рекордом соревнований 50,50) и эстафету 4×400 метров.
В 2013 году заняла третье место на национальном первенстве и была включена в команду на чемпионат мира в Москве. В российской столице дошла до полуфинала в личном виде и завоевала серебро в эстафете. Следующий академический год она начала уже в Техасском университете, куда перебралась вслед за своим наставником, Тоней Бафорд-Бейли.
Зимой 2016 года стала второй на чемпионате США и участвовала в чемпионате мира в помещении, где стала серебряным призёром в беге на 400 метров и чемпионкой в эстафете. В летнем сезоне решила вновь вернуться к барьерному бегу, с которого начинала в школе. На отборочном чемпионате США стала первой легкоатлеткой в истории, вышедшей в финалы в беге на 400 метров и 400 метров с барьерами. И если на первой из этих дистанций она была только седьмой, то на второй заняла второе место с лучшим результатом в карьере 54,02 и попала в сборную страны.
На Олимпийских играх в Рио-де-Жанейро благодаря новому личному рекорду 53,72 завоевала бронзовую медаль в беге на 400 метров с барьерами.
Имеет высшее образование в сфере прикладного обучения и развития. Её сестра Аливия также занимается лёгкой атлетикой, выступает в беге на 400 и 800 метров.

## Основные результаты
| Год  | Турнир                       | Место проведения         | Дисциплина       | Место      | Результат |
| ---- | ---------------------------- | ------------------------ | ---------------- | ---------- | --------- |
| 2012 | Чемпионат мира среди юниоров | Барселона, Испания       | 400 м            | 1-е        | 50,50     |
| 2012 | Чемпионат мира среди юниоров | Барселона, Испания       | эстафета 4×400 м | 1-е        | 3.30,01   |
| 2013 | Чемпионат мира               | Москва, Россия           | 400 м            | 16-е (1/2) | 51,80     |
| 2013 | Чемпионат мира               | Москва, Россия           | эстафета 4×400 м | 2-е        | 3.20,41   |
| 2016 | Чемпионат мира в помещении   | Портленд, США            | 400 м            | 2-е        | 51,72     |
| 2016 | Чемпионат мира в помещении   | Портленд, США            | эстафета 4×400 м | 1-е        | 3.26,38   |
| 2016 | Олимпийские игры             | Рио-де-Жанейро, Бразилия | 400 м с/б        | 3-е        | 53,72     |